# Szeptember 17.
Szeptember 17. az év 260. (szökőévben 261.) napja a Gergely-naptár szerint. Az évből még 105 nap van hátra.
Névnapok: Zsófia + Ariadna, Ariadné, Arianna, Arienn, Galamb, Hildegárd, Ildikó, Kolomba, Lambert, Ludmilla, Oriána, Palóma, Róbert, Robertó, Robin, Robinzon, Szofi, Szófia, Zsófi

## Események
- 1374 – Nagy Lajos kiadja a kassai privilégiumot, melyben a leányági örökösödés elismerése fejében bővíti a lengyel nemesség előjogait.
- 1382 – Máriát egy héttel apja, I. Lajos halála után szombaton Demeter esztergomi érsek a Szent koronával Székesfehérvárott királlyá koronázza.
- 1598 – Németalföldi tengerészek felfedezik Mauritius szigetét.
- 1787 – Az Egyesült Államok alkotmányának elfogadása.
- 1809 – A fredrikshamni béke lezárja az orosz-svéd háborút, Oroszország megszerzi Finnországot.
- 1835 – Charles Darwin megérkezik a Galápagos-szigetekre.
- 1848 – Cegléd, Nagykőrös és Kecskemét közös, Cegléden tartott népgyűlése elfogadja a "ceglédi levél" néven ismertté vált, a kormányhoz és az országgyűléshez címzett dokumentumát. E kiáltvány indítja el Kossuth toborzó körútját.
- 1849 – Bem József áttér az iszlámra és felveszi a Murád nevet.
- 1864 – az amerikai polgárháborúban a déliek az úgynevezett Beefsteak Raid marhaszelet-rajtaütés során zsákmányoltak 2468 szarvasmarhát az északiaktól.
- 1896 – A hajózhatóvá tett Vaskapu-csatorna ünnepélyes megnyitása az Al-Dunán, I. Ferenc József császár és király, I. Károly román király és I. Sándor (Aleksandar Obrenović) szerb király jelenlétében.
- 1898 – Megalapítják  az Erzsébet rendet, valamint a hozzá kapcsolódó érmet I. Ferenc József felesége emlékére és Árpád-házi Szent Erzsébet tiszteletére.
- 1908 – A Veszprémi Nemzeti Színházat Nádassy József győri társulata nyitja meg Csiky Gergely Nagymama című vígjátékának előadásával.
- 1922 – Elkezdi adását a „Rádio Moszkva” (12 kW-os energiával).
- 1925 – Detroit-ban (Michigan állam, USA) felszentelik a magyarok Szent Kereszt-templomát.
- 1930 – Van Gent H. felfedezi a Naprendszer kisbolygóövében található aszteroidát, a 2831 Stevint (ideiglenes jelöléssel 1930 SZ)
- 1939 – A szovjet hadsereg betör Lengyelországba és elfoglalja annak Nyugat-Ukrajna és Nyugat-Belorusszia területeit (a Molotov–Ribbentrop-paktum értelmében).
- 1944 – Brit-amerikai légitámadások a budapesti pályaudvarok és vasúti csomópontok ellen. A bombatalálatoktól és a kísérő vadászok géppuskatüzétől súlyos károk keletkeznek a Ferencvárosi pályaudvar, Józsefvárosi pályaudvar, Rákos és Rákosrendező vasútállomások berendezéseiben, és a környék vasúti pályáin veszteglő szerelvényekben, mozdonyokban.
- 1953 – Carolyn és Catherine Mouton, az első sziámi ikrek, akiket sikeres műtéttel választanak szét.
- 1963 – Elindul a Malév első Európán kívüli járata Kairóba, athéni közbülső leszállással Il–18-as típusú gépekkel.
- 1964 – Jugoszláv együttműködési egyezmény a KGST-vel.
- 1970 – Kitör a jordán polgárháború, melynek során az országban állomásozó iraki egységek beavatkoznak a palesztinok oldalán, majd 21-én szíriai páncélos alakulatok nyomulnak az országba.
- 1978 – Menáhém Begín izraeli, Anvar Szadat egyiptomi és Jimmy Carter amerikai elnök aláírják a Camp David-i egyezményt.
- 1980 – Szaddám Huszein iraki elnök felmondja az algíri szerződést.
- 1983 – A 20 éves Vanessa L. Williams lesz az 53. Miss America szépségverseny győztese, az első színes bőrű szépségkirálynő (aktképek megjelenése miatt címét hamarosan visszaveszik).
- 1984 – Elfogadják az olasz régió Lazio zászlóját.
- 1985 – Magyarországra látogat Billy Graham amerikai baptista lelkész, evangelizátor.
- 1988 – Konferencia kezdődik a „magyar sorskérdésekről” Balatonszárszón (szárszói konferencia).
- 1990 – Szovjetunió és Szaúd-Arábia felújítják diplomáciai kapcsolataikat.
- 1990 – Antall József miniszterelnököt Rómában fogadja II. János Pál pápa.
- 1991 – Észtország kilép a Szovjetunióból
- 1991 – Litvánia csatlakozik az ENSZ-hez.
- 2002 – Megalapítják a Nagy Imre-érdemrendet.
- 2006 – Tiltakozások kezdődtek Magyarországon Gyurcsány Ferenc napvilágra került őszödi beszéde miatt.
- 2007
  - Han Tokszu dél-koreai kormányfő Budapesten tárgyal magyar partnerével, Gyurcsány Ferenccel.
  - Varsóban bemutatják Andrzej Wajda lengyel rendező Katyń című filmjét Lengyelország 1939. évi szovjet megszállásának  évfordulóján.
- 2013 - A Grand Theft Auto 5 című videójáték megjelenése.

## Születések
- 879 – III. (Együgyű) Károly nyugati frank király († 929)
- 1505 – Habsburg Mária, II. Lajos magyar király felesége, I. Ferdinánd húga († 1558)
- 1580 – Francisco de Quevedo spanyol költő († 1645)
- 1677 – Stephen Hales angol növényfiziológus († 1761)
- 1737 – Aranka György magyar tudományszervező, író, költő († 1817)
- 1814 – Pulszky Ferenc politikus, régész, műgyűjtő († 1897)
- 1826 – Georg Friedrich Bernhard Riemann német matematikus († 1866)
- 1844 – Puskás Tivadar a telefonközpont feltalálója († 1893)
- 1857 – Konsztantyin Eduardovics Ciolkovszkij orosz rakétatudós, pedagógus, író († 1935)
- 1863 – Nagyatádi Szabó István politikus, miniszter († 1924)
- 1865 – Gróf Festetics Rudolf néprajztudós, utazó, mecénás († 1943)
- 1867 – Konek Frigyes magyar kémikus, vegyészmérnök, az MTA tagja († 1945)
- 1882 – Bádonyi Gyula labdarúgó, az első magyar labdarúgó válogatott kapusa († 1944)
- 1895 – Várady László magyar gyógyszerész, jogász, kormányfőtanácsos, országgyűlési képviselő († 1974)
- 1896 – Pátzay Pál szobrászművész († 1979)
- 1906 – Szeszilia Takaisvili grúz színésznő († 1984)
- 1907 – Wictor Charon magyar filozófus, zeneszerző, író († 1976)
- 1920 – Farkas Anny Jászai Mari-díjas magyar színésznő
- 1920 – Kéry László irodalomtörténész, színikritikus, műfordító, az MTA tagja († 1992)
- 1922 – Agostinho Neto angolai politikus, Angola első elnöke († 1979)
- 1923 – Ilosvay Katalin előadóművész, színésznő († 1993)
- 1924 – Balázs Dénes földrajztudós, geológus, felfedező († 1994)
- 1926 – Kékessy Andrea olimpiai ezüstérmes, világbajnok műkorcsolyázó († 2024)
- 1929 – Stirling Moss (Sir Stirling Crawford Moss) brit autóversenyző († 2020)
- 1930 – Gyulay Endre római katolikus püspök, egyházi vezető († 2024)
- 1931 – Anne Bancroft Oscar-díjas amerikai színésznő  († 2005)
- 1931 – P. Szabó József magyar újságíró
- 1935 – Ken Kesey amerikai amerikai író, a „Száll a kakukk fészkére” szerzője († 2001)
- 1937 – Kamuti Jenő kétszeres olimpiai ezüstérmes magyar vívó, orvos, a nemzet sportolója
- 1940 – Bán Ferenc Kossuth-díjas magyar építész, a nemzet művésze
- 1940 – Móna István olimpiai bajnok öttusázó († 2010)
- 1943 – Kis János magyar filozófus
- 1944 – Reinhold Messner Dél-Tiroli osztrák hegymászó, író
- 1944 – Bicskei Bertalan volt magyar válogatott labdarúgó, labdarúgóedző († 2011)
- 1956 – Almazbek Atambajev kirgiz államfő
- 1958 – Manfred Honeck osztrák karmester
- 1960 – Damon Hill Damon Graham Devereux Hill brit autóversenyző, a Formula–1 egyszeres világbajnoka (1996)
- 1961 – Farkasinszky Edit magyar színésznő
- 1962 – Baz Luhrmann ausztrál filmrendező, producer, forgatókönyvíró
- 1965 – Bryan Singer amerikai filmrendező, producer
- 1965 – Kyle Chandler amerikai színész
- 1965 – Keleti Andrea műsorvezető, rendező, szerkesztő riporter
- 1966 – Mészáros István Jászai Mari-díjas magyar színész, író
- 1968 − Anastacia amerikai énekesnő, dalszerző
- 1968 – Tito Vilanova spanyol labdarúgó, edző († 2014)
- 1972 – Balanyi Bibiána magyar szakfordító, a Mensa elnöke
- 1974 – Raphaël Fejtö francia színész, író, forgatókönyvíró, filmrendező
- 1976 – Kristian Kiehling német színész
- 1977 – Rob Kornél magyar labdarúgó
- 1980 – Candice Scott trinidadi atléta
- 1980 – Fodor Annamária magyar színésznő
- 1981 – Bruckmann Balázs magyar előadó, színész
- 1982 – Cutbert Nyasango zimbabwei atléta
- 1984 – Kim Daeeun dél-koreai tornász
- 1985 – Alekszandr Ovecskin orosz jégkorongozó
- 1985 – Shericka Williams jamaicai atléta
- 1985 – Tomáš Berdych cseh teniszező
- 1986 – Paolo De Ceglie olasz labdarúgó
- 1988 – Rainer-Micsinyei Nóra magyar színésznő
- 1996 – Pribelszki Norbert magyar színművész, modell
- 2003 – Ljubomir Kalcsev bolgár rövidpályás gyorskorcsolyázó, ifjúsági olimpikon

## Halálozások
- 0936 – Unni érseket meggyilkolják a pogány svédek Birka városában (*  880 körül)
- 1179 – Bingeni Boldog Hildegárd német misztikus, apátnő (* 1098)
- 1740 – Krman Dániel az evangélikus egyház szuperintendense, a Rákóczi-szabadságharc szlovák származású támogatója (* 1663)
- 1863 – Alfred de Vigny francia író, költő, drámaíró (* 1797)
- 1877 – William Henry Fox Talbot angol utazó, matematikus, botanikus, nyelvész, asszírológus, régész, a talbotípia (kalotípia) néven ismert fotóeljárás kifejlesztője (* 1800)
- 1886 – Berzsenyi Lénárd honvéd ezredes (* 1805)
- 1891 – Petzval József mérnök-matematikus, egyetemi tanár, feltaláló, az MTA külső tagja, a Bécsi Tudományos Akadémia tagja (* 1807)
- 1897 – Péchy Tamás magyar köztisztviselő, politikus, miniszter (* 1828)
- 1932 – Dézsi Lajos irodalomtörténész, egyetemi tanár, az MTA tagja (* 1868)
- 1949 – Abet Ádám magyar költő, műfordító (* 1867)
- 1980 – Anastasio Somoza, Nicaragua diktátora (Paraguay-i száműzetésben) (* 1925)
- 1984 – Richard Basehart amerikai színész (* 1914)
- 1992 – Fjodor Fjodorovics Saljapin (Фёдор Фёдорович Шаляпин) orosz színész, filmszínész, Fjodor Ivanovics Saljapin fia (A rózsa neve)  (* 1905)
- 1993 – Suka Sándor, magyar színész (* 1921)
- 1994 – Sir Karl Raimund Popper osztrák származású angol filozófus, aki fő eredményeit a tudományfilozófia, episztemológia és politika-filozófia területén érte el, a 20. század legbefolyásosabb filozófusainak egyike (* 1902)
- 2011 – Böröczky József, magyar humorista, motorsport-szakkommentátor (* 1948)
- 2011 – Huszár Zsolt, magyar színész (* 1971)

## Nemzeti ünnepek, emléknapok, világnapok
- Angola: a hősök napja